# BCP (telecomunicações)
A BCP Telecomunicações foi uma companhia de celular brasileira, que iniciou suas operações em maio de 1998, e usava a tecnologia TDMA. Foi vendida em 2003 para o grupo mexicano Telmex, e hoje faz parte da operadora Claro controlada pelo grupo América Móvil.

## Pioneirismo
Foi a primeira empresa vencedora do leilão de venda do espectro de frequência para celular, até então restrito às empresas que estavam subordinadas a Telebrás, porém, foi a segunda a entrar em operação como concessionária da Banda B, utilizando tecnologia 100% digital TDMA, sem optar pela utilização de rádios analógicos na sua rede.

## Área de atuação
Inicialmente começou a operação na área metropolitana de São Paulo (DDD 11)(área de concessão 1) e nos estados de Alagoas, Pernambuco, Paraíba, Rio Grande do Norte, Ceará e Piauí (DDDs 81 ao 89) (área de concessão 10) (oficialmente registrada como BSE).

## Alô Fácil e Pré-pago digital
Em novembro de 1998 lançou o Alô Fácil, primeiro celular pré pago 100% digital na região. Esse lançamento veio acompanhado com o de outras operadoras, após a edição da regulamentação da ANATEL sobre o assunto, embora o produto pré-pago já estivesse sendo oferecido pela CTBC há meses em caráter de teste, além de as operadoras Americel e ATL já estarem trabalhando o Pré Pago como portfólio de seus serviços.
Batizado de "celular a cartão" pelo público, foi rapidamente entendido pelos pais como a melhor forma de conceder a comunicação móvel aos seus filhos sem que tivessem surpresas desagradáveis nos gastos.

## Capital
Seu capital foi dividido da seguinte forma: 44,5% Grupo Safra, 44,5% BellSouth, 6% Grupo OESP, 2,8 Splice do Brasil e 2,2 BSB Participações.